# 5294 Onnetoh
5294 Onnetoh è un asteroide della fascia principale. Scoperto nel 1991, presenta un'orbita caratterizzata da un semiasse maggiore pari a 2,8725825 UA e da un'eccentricità di 0,1262250, inclinata di 17,74691° rispetto all'eclittica.